# Anno de Colonia
Anno II (ca. 1010–4 de diciembre de 1075) fue arzobispo de Colonia desde 1056 hasta su muerte. Entre 1063 y 1065 actuó como regente del Sacro Imperio Romano durante la minoría del emperador Enrique IV. Anno es venerado como santo por la Iglesia católica.

## Vida
Nació en la familia Steusslingen perteneciente a la nobleza en Altsteußlingen (cerca de Ehingen) en Suabia, y fue educado en Bamberg, donde posteriormente estuvo al frente de la escuela catedralicia. En 1046 fue nombrado capellán del emperador salio Enrique III, al que acompañó en sus campañas contra Andrés de Hungría en 1051 y 1052. El emperador le nombró preboste de la recién erigida catedral de Goslar en 1054 y arzobispo de Colonia dos años más tarde. Debido a su posición dominante en la corte imperial, Anno era capaz de influir en los nombramientos de cargos. Su sobrino, Burchard, fue hecho obispo de Halberstadt en 1059, y en 1063, su hermano Werner se convirtió en arzobispo de Magdeburgo.
Según fuentes contemporáneas, Anno llevó una vida ascética y estaba abierto a la reforma gregoriana. No obstante, era un adversario temible para cualquiera al que percibiera como una amenaza para sus intereses y los de su archidiócesis. Sus planes de hacerse con el próspero monasterio de Malmedy, desafiando la autoridad de la abadía imperial de Stavelot-Malmedy, causaron mucha controversia y finalmente fracasaron. Por otro lado, fundó la abadía benedictina de Michaelsberg, a imagen de la abadía italiana de Fruttuaria, que pronto se convertiría en el centro de la reforma cluniacense en Alemania.
Tras la muerte del emperador Enrique III en 1056, el arzobispo asumió un papel destacado en el gobierno del imperio durante la minoría del heredero al trono, Enrique IV, de seis años. Era el jefe del partido que en abril de 1062 se apoderó de Enrique en el golpe de Kaiserswerth, y privó a su madre, la emperatriz Inés, de poder. Inés, inicialmente con el soporte del papa Víctor II, se había enfrentado a varios príncipes alemanes opositores otorgando extensos feudos a sus seguidores y nombrando regente al obispo Enrique II de Augsburgo. Después de asegurarse las Imperial regalia para él, Anno fue capaz de ejercer el poder en el imperio por un breve tiempo, pero pronto tuvo que compartirlo con sus compañeros de conspiración, el arzobispo Adalberto de Bremen y el arzobispo Sigfrido de Maguncia, reservándose la supervisión de la educación de Enrique y el título de magister.
En esta época, el cargo de archicanciller del Reino de Italia era considerado como parte del patrimonio del arzobispado de Colonia, y probablemente fue esta la razón por la que Anno jugó un importante papel en la resolución de una disputa papal que se había iniciado en 1061: basándose en una información proporcionada por su sobrino el obispo Burchard de Halberstadt, declaró a Alejandro II como legítimo papa en un sínodo celebrado en Mantua en mayo de 1064, y dio los pasos necesarios para asegurar su reconocimiento frente al candidato de la emperatriz Inés, el antipapa Honorio II. Al regresar a Alemania, sin embargo, se encontró con que el arzobispo Adalberto de Bremen se había hecho con el poder y, al no resultar del agrado del joven emperador, Anno fue perdiendo influencia en la corte imperial, aunque recuperó parte de lo perdido tras la caída en desgracia de Adalberto en 1066, el mismo año en que logró asegurar la sucesión de su sobrino, Conrad de Pfullingen, como aarzobispo de Trier. Hacia 1072 había alcanzado el cargo de administrador imperial y por ello el segundo hombre más poderoso, actuando como árbitro en la incipiente rebelión sajona.

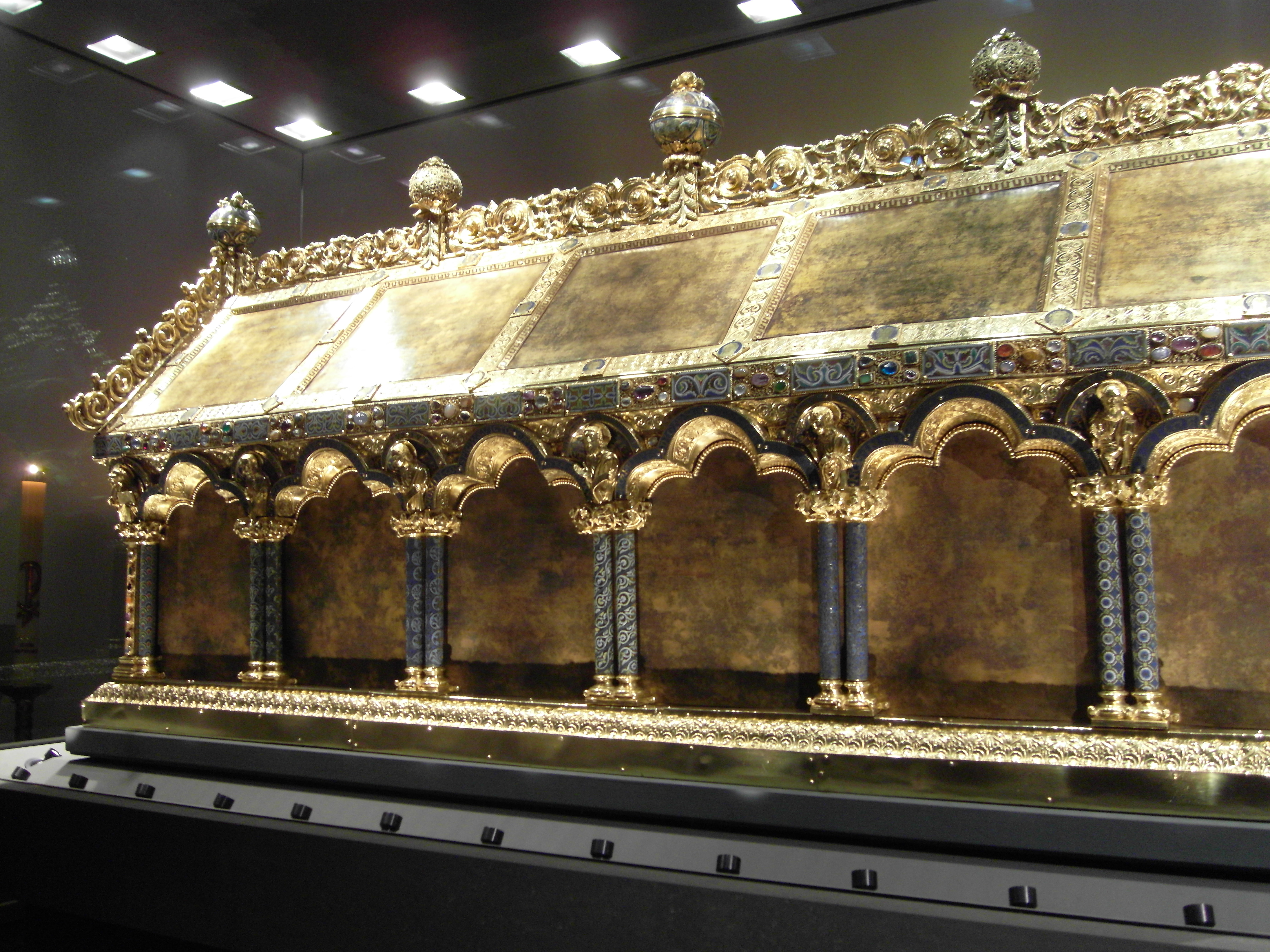
Relicario en la Abadía de Michaelsberg, Siegburg

Durante los siglos XII y XIII, la ciudad de Colonia alcanzó una gran prosperidad. Floreció la artesanía local; los hilanderos, tejedores y tintoreros, comerciantes de lanas, herreros, forjadores y fabricantes de armaduras de Colonia eran especialmente apreciados. Ninguna ciudad al norte de los Alpes era tan rica en grandes iglesias, santuarios, reliquias y comunidades religiosas. Fue conocida  como la "Roma alemana,". Con el crecimiento de la prosperidad municipal, el orgullo de los ciudadanos y su deseo de independencia también creció, lo que provocó un cada vez mayor descontento con la soberanía del arzobispo. Esto llevó a duros enfrentamientos entre los obispos y la ciudad durante los dos siglos siguientes, con resultados variados. La primera revuelta ocurrió bajo Anno II, en Pascua del año 1074. Los ciudadanos se rebelaron contra el arzobispo, pero fueron derrotados en tres días, y severamente castigados. Se dijo que se había aliado con Guillermo el Conquistador, rey de Inglaterra, contra el emperador. Tras quedar libre de esa acusación, Anno no volvió a tomar parte en los asuntos públicos y murió en la abadía de Siegburg el 4 de diciembre de 1075, donde fue enterrado.

## Veneración

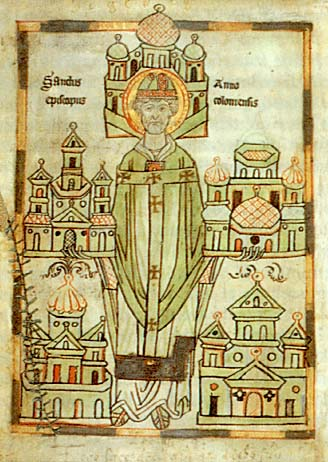
El arzobispo de Colonia mostrando los monasterios fundados por él (Vita Annonis Minor)

Fue canonzado en 1183 por el papa Lucio III. Fue fundador o cofundador de monasterios (Michaelsberg, Grafschaft, Santa María ad Gradus, San Jorge, Saalfeld y Affligem) y constructor de iglesias, defendió el celibato clerical e introdujo una disciplina estricta en numerosos monasterios. Fue un hombre  de gran capacidad y energía, cuya actuación en favor del reconocimiento de Alejandro II tuvo gran impacto en Enrique IV y en Alemania. Es patrón de los enfermos de gota.
Anno fue el tema de dos obras literarias importantes, la latina Vita Annonis Minor, y Annolied, escrita en alto alemán medio.